# El sabor del odio
El sabor del odio  (Una pistola per cento bare, A Pistol for 100 Graves)  es una película hispano-italiana del año 1968, dirigida por el cineasta italiano Umberto Lenzi (más conocido como director de cine de terror) y protagonizada por los famosos actores Peter Lee Lawrence y John Ireland. Está enmarcada dentro del subgénero del spaghetti western.

## Argumento
Jim Slade, un soldado nordista, es condenado a trabajos forzados por negarse a luchar en el frente. Una vez finalizada la guerra civil estadounidense, Jim es indultado, y al regresar a su granja encuentra que toda su familia ha sido asesinada. Esta situación le deja trastornado y jura acabar con los culpables.
Uno a uno los va matando, pero le falta saldar la deuda con el jefe de la banda, Corbett. En su búsqueda, llega a Galverston, un pueblo amenazado por una banda de forajidos que quiere asaltar el banco. Casualmente, Corbett es el jefe. No obstante en un enfrentamiento a muerte a manos del propio Slade, Corbett le confiesa que había otro hombre que acabó con su familia, y su nombre es Douglas. Al encontrar a éste, se enfrentan ambos en un mítico duelo en un cementerio.

## Reparto
- Peter Lee Lawrence: Jim Slade
- John Ireland: Douglas
- Gloria Osuna: Marjorie
- Eduardo Fajardo: Chavel
- Julio Peña: Mayor
- Raf Baldassarre: Verdugo
- Piero Lulli: Texas Corbett
- Franco Pesce: Ben
- Andrea Scotti: Blacksmith
- Calisto Calisti: Cassidy
- Francesco Narducci: Barman
- Giovanni Ivan Scratuglia: Forajido
- Frank Braña: Joe

## Producción
La película fue rodada en seis localidades italianas y españolas.